# Kurigalzu II
Kurigalzu II  was koning van Kar-Duniash  ca. 1332 v.Chr.- 1308 v.Chr.
Hij kwam aan de macht na een korte burgeroorlog die samenhing met de moord op de Babylonische  kroonprins die de kleinzoon van Assur-uballit I van Assyrië was. Babylon wist hiermee aan de pogingen van het noordelijke buurland hem te beheersen te ontkomen. Kurigalzu was een energieke vorst die meer dan enige andere vorst uit de Kassieten-tijd pogingen deed zijn rijk naar buiten toe uit te breiden.
Hij viel Elam aan en versloeg koning Hurpatila.  Hij wist enige tijd Elamitisch gebied aan het zijne toe te voegen. Hij viel ook Enlil-nirari van Assyrië aan. Hij drong door tot in de streek rond Kilizu, maar na de slag bij Sugaga aan de Tigris kwam het al snel tot een vergelijk tussen de rivaliserende helften van het Tweestromenland.